# 로고 (프로그래밍 언어)
로고(Logo)는 함수형 프로그래밍을 이용하는 교육용 컴퓨터 프로그래밍 언어이다. 로고는 리스프 언어의 개작이자 방언으로, 몇몇 사람들은 괄호 없는 리스프라 부르기도 한다.
오늘날, 로고는 주로 터틀 그래픽스 (Turtle Graphics)로 알려져있지만, 리스트, 파일, I/O, 재귀적 용법을 다룰 수 있는 기능 들을 가지고 있다.
로고는 아동의 교육을 목적으로 고안되었고, 설계 당시의 목표는 "문턱은 낮고, 천정은 높게" 하는 것이었다. 로고(Logo)라는 이름은 "단어"를 뜻하는 그리스어 단어 "Logos"에서 유래하였다.
로고를 이용해 전문적인 컴퓨터 과학을 다룬 책으로 미국 캘리포니아 대학교 버클리 교수인 브라이언 하비가 쓴 Computer Science Logo Style이 있다.

## 역사
로고는 MIT의 인공지능연구소에서 다니엘 G. 밥로우, 월리 포이르츠아이그 (Wally Feurzeig), 시모어 페퍼트(Seymour Papert)에 의해 교육적인 사용, 건설적 가르침을 위하여 1967년에 개발되었다.
최초의 로고는 SDS 960에서 리스프로 쓰여진 것이었다.
최초의 터틀 로봇은 1969년에 MIT에서 만들어졌다. 이 로봇은 컴퓨터에서 내려지는 명령에 따라 실제로 바닥을 움직이며 그림을 그렸다.
현재 잘 알려진 로고 인터프리터로는 UCBLogo, MS 윈도우에서 실행되는 FMSlogo, 복잡계 모델링에 사용되는 NetLogo가 있다.

## 영향
로고는 리스프로부터 영향을 받았다. 로고는 스몰토크, Etoys, 스크래치 등에 영향을 주었다.

## 참고 문헌
1. ↑  “LOGO”. 2009년 10월 4일에 원본 문서에서 보존된 문서. 2010년 4월 22일에 확인함.
2. ↑  “보관된 사본”. 2010년 6월 12일에 원본 문서에서 보존된 문서. 2010년 5월 15일에 확인함.

- 로고 트리 프로젝트